# La Brute (roman)
Pour les articles homonymes, voir La Brute.
La Brute est un roman de l'écrivain français Guy des Cars paru en 1951. Le livre parle d'un sourd-aveugle accusé de meurtre. L'Académie française lui décerne le prix Max-Barthou la même année, en 1951, avec une somme de 12 000 francs.
Le livre a été adapté en film en 1987, réalisé par Claude Guillemot. 
Le livre a été transformé en film The Green Scarf (en) en 1954, par le réalisateur britannique George More O'Ferrall.

## Histoire
Jacques Vauthier est né aveugle et sourd. Grâce à son talent naturel et à son éducation auprès des Frères de Saint-Gabriel, il peut continuer ses études. Avec l'aide de sa femme, il écrit une autobiographie. Par conséquent, il est même connu jusqu'aux États-Unis, où il part en tournée. Au retour, un américain est assassiné sur un bateau de fret. Vauthier est retrouvé près de la victime avec l'arme du crime à la main et enduit de sang. Tout indique qu'il est le coupable. 
Maître Victor Deliot, un avocat âgé au parcours banal, est désigné pour défendre Vauthier. Cela semble être une tâche impossible et l'accusé ne semble même pas nier les faits. Deliot croit toujours à l'innocence de Vauthier et enquête elle-même. 